# Piet Retief (Sudafrica)
Piet Retief è un centro abitato del Sudafrica, situato nella provincia dello Mpumalanga.